# Agave harrisii
Agave harrisii ist eine Pflanzenart aus der Gattung der Agaven (Agave).

## Beschreibung

### Vegetative Merkmale
Agave harrisii wächst mit einzelnen Rosetten. Ihre ziemlich glänzend dunkelgrünen, schmal lanzettlichen, gebogenen Laubblätter sind fast flach und allmählich zugespitzt. Die Blattspreite ist 100 bis 200 Zentimeter lang und 15 bis 35 Zentimeter breit. Der Blattrand ist gerade oder konkav. An ihm befinden sich 2 Millimeter lange Randzähne, die 10 bis 20 Millimeter voneinander entfernt stehen. Die schmal dreieckigen, geraden oder gebogenen Randzähne befinden sich häufig auf den Spitzen grüner Vorsprünge. Der rötlich braune, glänzende, glatte Enddorn ist konisch, etwas hin- und hergebogen oder zurückgebogen und zu seiner Basis hin schmal rinnig. Er ist 10 bis 15 Millimeter lang und nicht herablaufend.

### Blütenstände und Blüten
Der „rispige“ Blütenstand erreicht eine Länge von 8 bis 10 Meter. Die Teilblütenstände befinden sich an etwa 60 Zentimeter langen Ästen. Die Blüten sind 45 bis 50 Millimeter lang. Der Blütenstiel ist selten länger als 10 Millimeter. Ihre Perigonblätter sind gelb und etwa 20 Millimeter lang. Die aufrechten Zipfel sind 12 bis 15 Millimeter lang. Die offene Blütenröhre weist eine Länge von etwa 7 bis 8 Millimeter auf. Der spindelförmige Fruchtknoten ist deutlich länger als die Perigonblätter.

### Früchte
Die schmal länglichen Früchte sind 4,5 bis 5 Zentimeter lang und 1,5 bis 2 Zentimeter breit. Sie sind an der Basis kreiselartig verschmälert und an der Spitze kurz geschnäbelt.

## Systematik und Verbreitung
Agave harrisii ist auf Jamaika auf den Kalkplateaus des Landesinneren in Höhen von etwa 650 Metern verbreitet.
Die Erstbeschreibung durch William Trelease wurde 1913 veröffentlicht.

## Nachweise